# Кармел на Мору (Калифорнија)
Кармел на Мору (енгл. Carmel-by-the-Sea) град је у америчкој савезној држави Калифорнија. По попису становништва из 2010. у њему је живело 3.722 становника.

## Демографија
Према попису становништва из 2010. у граду је живело 3.722 становника, што је 359 (8,8%) становника мање него 2000. године.
| Група             | 2000.         | 2010.         |
| Белци             | 3.783 (92,7%) | 3.350 (90,0%) |
| Афроамериканци    | 18 (0,4%)     | 11 (0,3%)     |
| Азијати           | 92 (2,3%)     | 111 (3,0%)    |
| Хиспаноамериканци | 120 (2,9%)    | 174 (4,7%)    |
| Укупно            | 4.081         | 3.722         |